# Liste der Abgeordneten zum Vorarlberger Landtag (XV. Gesetzgebungsperiode)
Diese Liste der Abgeordneten zum Vorarlberger Landtag (XV. Gesetzgebungsperiode) listet alle Abgeordneten des Vorarlberger Landtags während der XV. Gesetzgebungsperiode bzw. der Zeit des Austrofaschismus auf. Der Landtag amtierte in der XV. Gesetzgebungsperiode vom 14. November 1934 bis zur Machtübernahme der Nationalsozialisten am 12. März 1938.
Nach der Auflösung der Parteien wurde der Landtag nach dem ständestaatlichen Prinzip besetzt. Von den 26 Abgeordneten wurden zwei Abgeordnete von „anerkannten Kirchen- und Religionsgesellschaften“, zwei Abgeordnete von Vertretern des „Schul-, Erziehungs- und Volksbildungswesens“ gestellt, ein Vertreter kam aus dem Bereich der „Kunst und Wissenschaft“. Die Größte Gruppe an Abgeordneten stellten Vertreter aus dem Bereich der „berufständischen Hauptgruppe“, wobei 7 Landtagsabgeordnete aus dem Bereich „Land- und Forstwirtschaft“, 5 Abgeordnete aus dem Bereich „Industrie und Bergbau“, 4 Vertreter aus dem Bereich „Gewerbe“ und zwei Vertreter aus dem Bereich „Handel und Verkehr“ stammten. Zudem gehörten diesem Bereich auch je ein Vertreter des „Geld-, Kredit- und Versicherungswesens“, der „Freien Berufe“ und des „Öffentlichen Dienstes“ an.

## Funktionen

### Landtagsvorsitzende
Bei der Wahl zum Vorarlberger Landespräsidenten wurden am 14. November 1934 26 gültige Stimmen abgegeben, wobei Franz Erne 25 Stimmen erhielt und eine Stimme auf Josef Marte entfiel. Marte erhielt bei seiner Wahl zum ersten Landtagsvizepräsidenten ebenfalls 25 gültige Stimmen, Josef Anton Fässler eine weitere Stimme. Fässler wurde in der Folge mit 25 gültigen Stimmen zum zweiten Vizepräsidenten gewählt, wobei Erwin Hillbrand eine Stimme für sich verbuchen konnte.

### Landtagsabgeordnete
| Name                      | Fraktion                                                   | Anmerkungen                                 |
| ------------------------- | ---------------------------------------------------------- | ------------------------------------------- |
| Amann Gebhard             | Land- und Forstwirtschaft                                  |                                             |
| Ammann Jakob              | Handel und Verkehr                                         |                                             |
| Batliner Josef            | Freie Berufe                                               |                                             |
| Bohle Johann              | gesetzlich anerkannte Kirchen- und Religionsgesellschaften |                                             |
| Erne Franz                | Öffentlicher Dienst                                        |                                             |
| Fässler Josef Anton       | Gewerbe                                                    |                                             |
| Ganahl Hans               | Industrie- und Bergbau                                     |                                             |
| Gassner Andre             | Industrie- und Bergbau                                     |                                             |
| Greber Adolf              | Schul-, Erziehungs- und Volksbildungswesen                 |                                             |
| Hämmerle Josef            | Gewerbe                                                    |                                             |
| Hillbrand Erwin           | Industrie- und Bergbau                                     |                                             |
| Hiller Christian          | Kunst und Wissenschaft                                     |                                             |
| Hinteregger Ludwig        | Land- und Forstwirtschaft                                  |                                             |
| Juen Max                  | Industrie- und Bergbau                                     | am 12. März 1935 verstorben                 |
| Jussel Ferdinand          | Handel und Verkehr                                         |                                             |
| Lecher Eugen              | Geld-, Kredit- und Versicherungswesen                      |                                             |
| Marte Josef               | gesetzlich anerkannte Kirchen- und Religionsgesellschaften |                                             |
| Mittelberger Johann Josef | Schul-, Erziehungs- und Volksbildungswesen                 |                                             |
| Muther Xaver              | Gewerbe                                                    |                                             |
| Rauch Josef               | Land- und Forstwirtschaft                                  |                                             |
| Schappler Christian       | Land- und Forstwirtschaft                                  |                                             |
| Schwärzler Kaspar         | Land- und Forstwirtschaft                                  |                                             |
| Vonbank Josef             | Land- und Forstwirtschaft                                  | im Amt verstorben                           |
| Wachter Heinrich          | Industrie- und Bergbau                                     | für Max Juen nachgerückt                    |
| Walser Richard            | Land- und Forstwirtschaft                                  | am 10. Juli 1936 für Josef Vonbank angelobt |
| Winder Peter              | Industrie- und Bergbau                                     |                                             |
| Zerlauth Karl             | Land- und Forstwirtschaft                                  |                                             |
| Zimmermann Heinz          | Gewerbe                                                    |                                             |